# Polystichum stuebelii
Polystichum stuebelii là một loài thực vật có mạch trong họ Dryopteridaceae. Loài này được Hieron. miêu tả khoa học đầu tiên năm 1907.